# Curtiss (bedrijf)

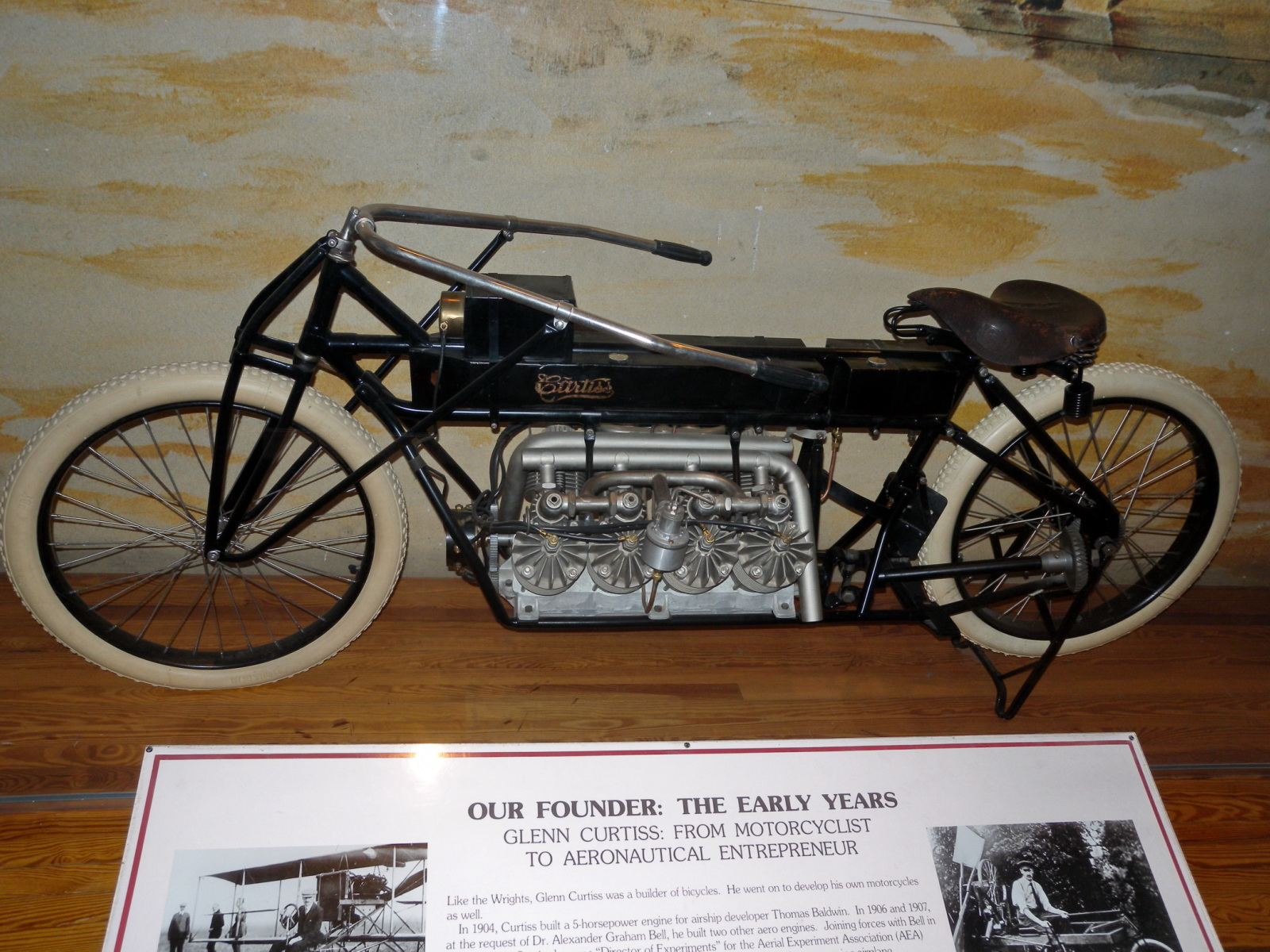
Curtiss V-8-motorfiets

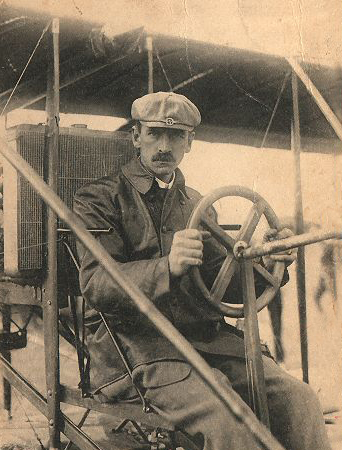
Glenn Curtis achter het stuurwiel in Frankrijk in 1909

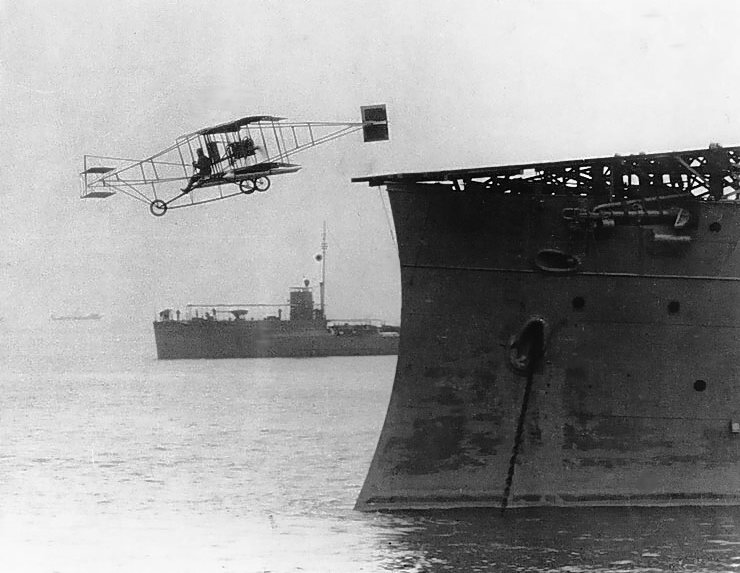
Eugene Ely vliegt met zijn Curtiss tweedekker van de USS Birmingham op 14 november 1910

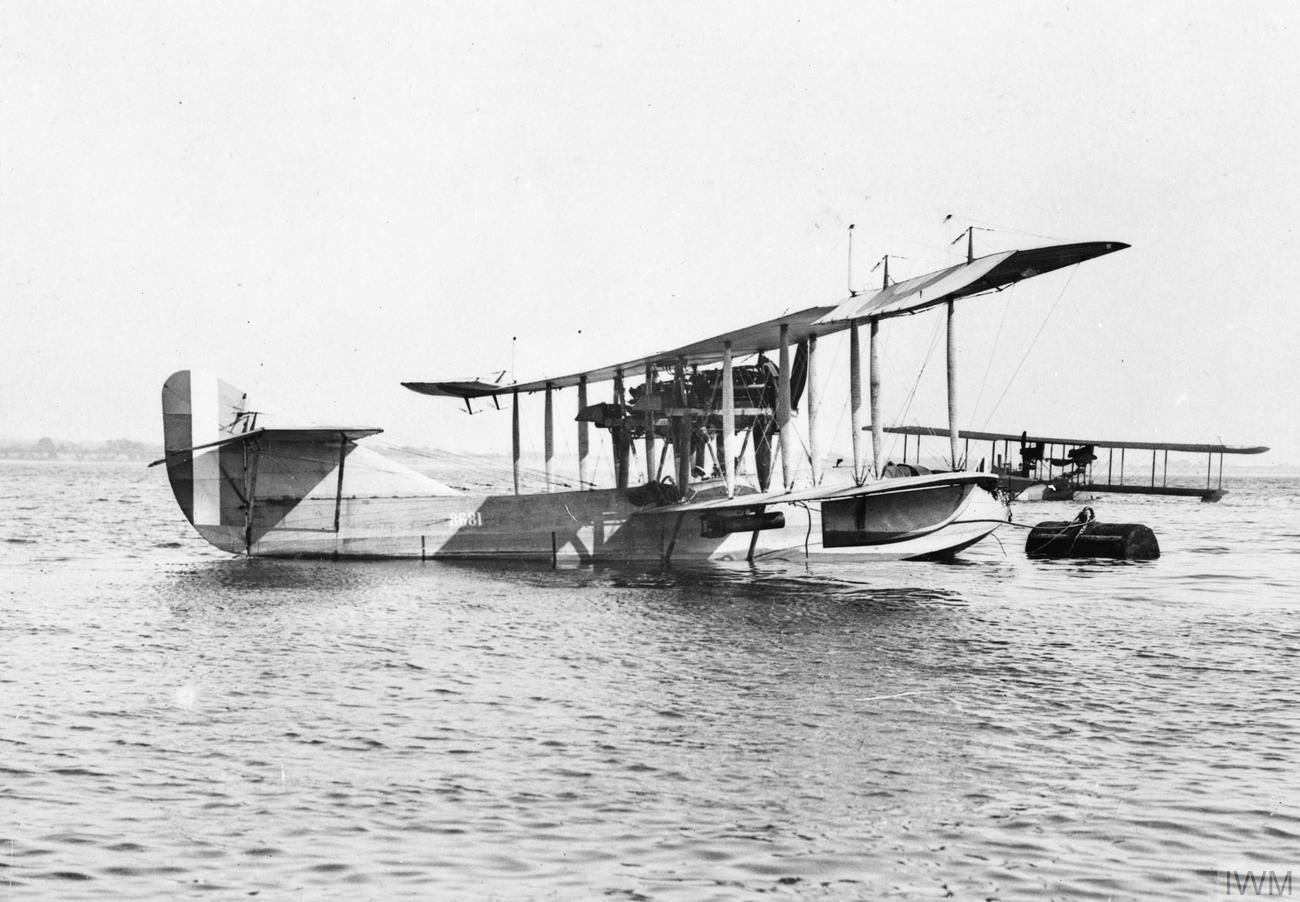
Curtiss H12 (America)

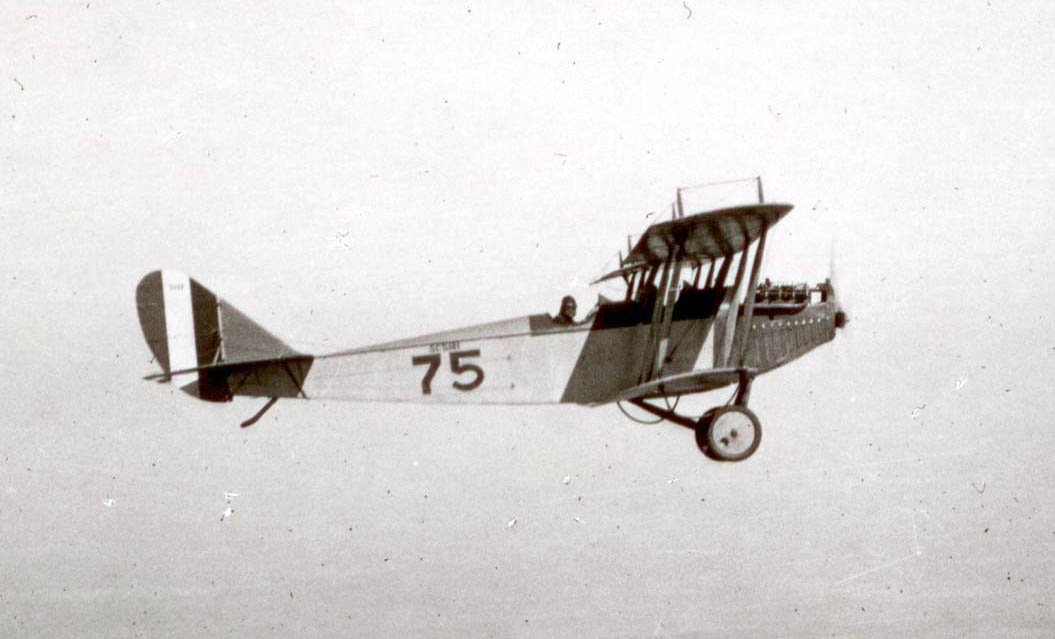
Curtiss JN-4 (Jenny), van dit type zijn bijna 7000 stuks van gemaakt

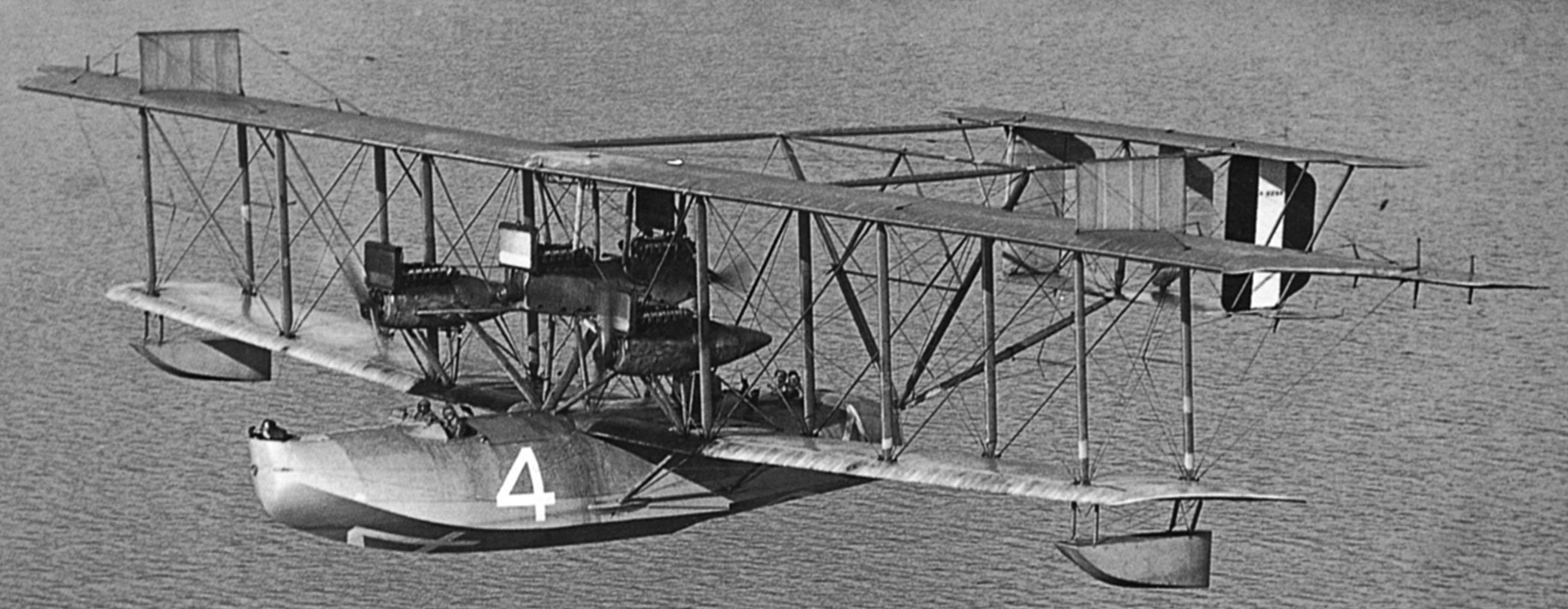
Curtiss NC-4

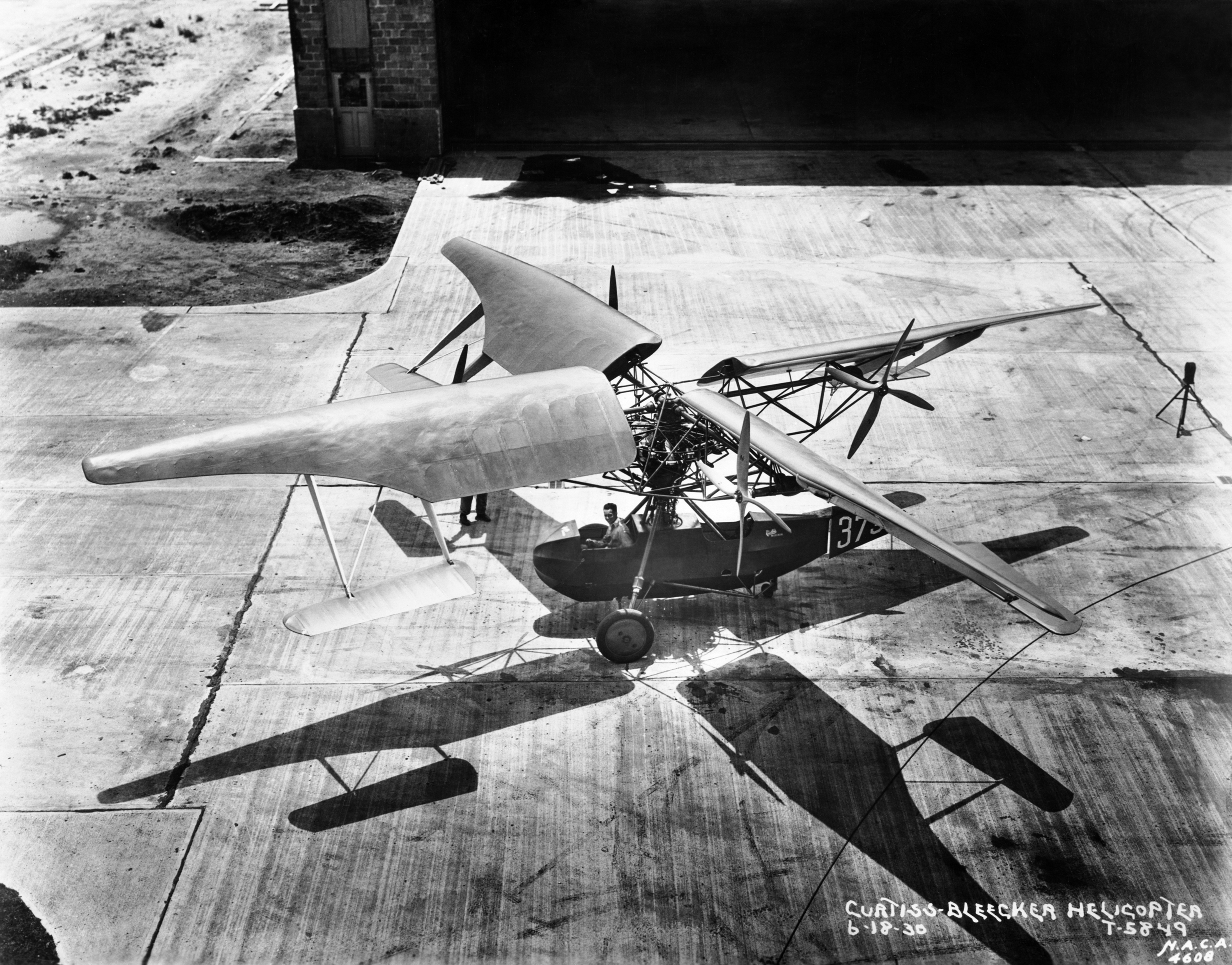
Curtiss Bleeker helikopter

Curtiss is een historisch merk van motorfietsen, vliegtuigen en vliegtuigmotoren.
De bedrijfsnaam was G.H. Curtiss Mfg. Co., later Marvel Motorcycle co., Hammondsport, New York. De vliegtuigdivisie heette aanvankelijk Curtiss Aeroplane Company, vanaf 1916 Curtiss Aeroplane and Motor Company
Dit was een Amerikaanse fabriek van de bekende piloot Glenn Hammond Curtiss, waar van 1900 tot in de jaren twintig behalve motorfietsen met eencilinder- en V-twin-motoren ook vliegtuigmotoren en vliegtuigen werden gemaakt.

## Motorfietsen
Curtiss ontwierp zijn eerste motorfiets al in 1900. Het was een 155cc-hulpmotortje dat via een rol het voorwiel van een fiets aandreef. Hij verplaatste het blokje naar het achterwiel en verving het door een exemplaar van 744 cc, dat uiteraard veel te zwaar was en bovendien onbetrouwbaar. In 1902 bouwde Curtiss al zijn eigen motorfietsen met een zelf ontwikkelde eencilinder motor. Zijn zelfbedachte carburateur was gemaakt van een soepblik waarop een metalen gaasje was aangebracht. Door capillaire werking werd de benzine omhooggebracht. In 1903 vestigde hij al een wereldsnelheidsrecord op land met 103 km/h over de mijl.
Curtiss ontwikkelde de motor door en won er vanaf 1903 diverse wedstrijden mee. In 1904 bouwde hij een tweecilinder motor en in 1906 volgde een motorfiets met een achtcilinder (vliegtuig)-V-motor van 4000 cc. Hij reed hier verschillende wereldrecords mee, weliswaar officieus omdat hij nooit een tweede run in tegenovergestelde richting deed en ook geen officials had uitgenodigd. De machine was noodgedwongen uitgerust met een aandrijfas omdat er nog geen kettingen of riemen bestonden die het vermogen van 40 pk aan konden. De motor was ontstaan omdat Curtiss voor een vriend een voortbewegingsmotor voor een zeppelin maakte. Hij bouwde het blok in een motorfiets omdat hij het op die manier kon testen. Curtiss was behalve een gepassioneerd recordrijder ook de uitvinder van het draaibare gashendel. In 1910 ging het bedrijf zich meer concentreren op de vliegtuigen, maar Curtiss bouwde nog tot 1914 motorfietsen onder de naam Marvel. Waarschijnlijk moest men zich bij het uitbreken van de Eerste Wereldoorlog volledig op de vliegtuigbouw storten.

## Vliegtuigmotoren en vliegtuigen
Vanaf 1904 leverde Curtiss de motoren voor de luchtschippionier Tom Baldwin. Diens California Arrow, voorzien van een 9 pk Curtiss V-twin motor werd het eerste succesvolle luchtschip in Amerika. In 1908 maakte Curtiss zijn eerste vlucht in de American Arrow en besloot kort daarna zich uitsluitend op de luchtvaart te richten. In 1907 was Curtiss al benaderd door Alexander Graham Bell om een motor te bouwen voor experimenten met "machines zwaarder dan lucht". Bell beschouwde Curtiss als de beste expert op het gebied van motoren in het land. Curtiss trad toe tot de Aerial Experiment Association (AEA), een onderzoeksgroep voor de bouw van vliegtuigen die was opgezet door Bell in Beinn Bhreagh (Nova Scotia).
In de twee volgende jaren bouwde de AEA vier vliegtuigen, waarbij steeds verbeteringen werden aangebracht. Het derde vliegtuig van de AEA, de Aerodrome #3 of AEA June Bug, werd niet alleen door Curtiss ontworpen maar hij was ook de testpiloot. In juni 1908 vloog hij 1548  meter en won daardoor de Scientific American Trophy en 2500 dollar. Dit wordt beschouwd als de eerste van tevoren aangekondigde gemotoriseerde vlucht in de Verenigde Staten. In de periode 1909-1910 had Curtiss een aantal demonstratiepiloten in dienst, zoals Eugene Burton Ely, Charles "C.K." Hamilton en Hugh Robinson. Zij namen deel aan wedstrijden en demonstraties in heel Noord-Amerika en gaven het publiek de gelegenheid kennis te maken met de vliegkunst én de producten van Curtiss.

### Marineluchtvaart
Op 14 november 1910 maakte Eugene Ely de eerste vlucht vanaf een geïmproviseerd platform op het dek van de kruiser USS Birmingham (CL-2) naar het vasteland. Daarmee begon een lange samenwerking met de Amerikaanse Marine (US Navy). In de winter ontwikkelde Curtiss pontons waarmee zijn vliegtuigen op water konden landen. Op 26 januari 1911 vloog hij een demonstratie met het eerste watervliegtuig. Dat was van groot belang voor de marine, maar zeker zo belangrijk was de landing van Eugene Ely op een platform op het achterdek van de USS Pennsylvania. Dit was de eerste landing met een vangkabel op een schip en de daarmee was de basis gelegd voor vliegdekschepen. Curtiss modificeerde zijn pontons zodat een aangepaste Model D ontstond, die zowel op water als op land kon landen en opstijgen. Hij maakte daarmee de eerste amfibische vlucht op 24 februari 1911. In juli 1911 verkocht Curtiss zijn eerste vliegtuig, de Curtiss A-1 Triad, aan de Amerikaanse Marine. Dit was een watervliegtuig, uitgerust met inklapbare wielen, waardoor het amfibisch was.
Doordat Curtiss ook de training van de piloten verzorgde wordt hij in Amerika beschouwd als de "vader van de Amerikaanse Marine luchtvaart". De A-1 Triad was meteen een succes en werd ook verkocht aan Rusland, Japan, Duitsland en het Verenigd Koninkrijk. In dit tijd zocht de gepensioneerde Britse marineofficier John Cyril Porte een partner om een vliegtuig te bouwen waarmee hij de prijs kon winnen die Daily Mail had uitgeloofd voor de eerste trans-Atlantische vlucht met een vliegtuig. In 1912 produceerde Curtiss de Model E Flying Fish tweezitter vliegboot. Curtiss bouwde dit model omdat het groter gebouwd kon worden en ook omdat het makkelijker te hanteren was op woelig water. Samen met Porte ontwierp hij in 1914 de America, een grote vliegboot met twee motoren voor de Atlantische oversteek.

### Eerste Wereldoorlog
Door het uitbreken van de Eerste Wereldoorlog ging Porte terug naar het Seaplane Experimental Station van de Royal Navy, dat enkele modellen van de America kocht. De machine heette inmiddels Curtiss H-4. Uiteraard was de trans-Atlantische vlucht van de baan. Porte kocht de licentie om de H-4 te produceren en verbeterde het ontwerp, waardoor de Felixstowe Porte Baby vliegboot voor verkenningen over lange afstand ontstond. De verbeteringen en ervaringen werden gedeeld met Curtiss. De inmiddels Britse ontwerpen werden door Curtiss overgenomen en als Curtiss F5L aan de Amerikaanse marine verkocht. 68 Grote versies van de America werden, geëvolueerd tot Curtiss H-12, aan de US Navy geleverd en ingezet in de oorlog.
Toen rond 1916 de betrokkenheid van de Verenigde Staten dreigde, gaf de luchtvaartsectie van de verbindingsdienst opdracht tot de ontwikkeling van een klein, eenvoudig te bedienen tweezits trainingsvliegtuig. Curtiss ontwikkelde de JN-4 Jenny voor het leger en het N-9 watervliegtuig voor de marine. Dit werd een van de meest succesvolle vliegtuigen van Curtiss. Er werden er duizenden van verkocht aan de Verenigde Staten, Canada en Groot-Brittannië. Ook de vraag naar civiele vliegtuigen groeide sterk, en in 1916 werkten er in het bedrijf van Curtiss 18.000 man in Buffalo en 3000 in Hammondsport. In 1917 gaf de Amerikaanse marine opdracht voor het ontwerp van een viermotorige vliegboot voor lange afstanden, dit werd de Curtiss NC. Na de oorlog werden de contracten met de marine en het leger beëindigd en de verkopen zakten fors in en in 1920 dreigde het bedrijf failliet te gaan.
In september 1920 moest de Curtiss Aeroplane and Motor Company gereorganiseerd worden. Clement M. Keys leidde het bedrijf, dat later de kern werd van een grote groep luchtvaartmaatschappijen. Tijdens de oorlog werd een geschil over patentrecht beslecht tussen Curtiss en de gebroeders Wright. Daar werden beide bedrijven toe aangezet door de Amerikaanse regering, die in 1916 grote behoefte had aan een klein verkenningsvliegtuig, zoals het prototype dat de gebroeders Wright hadden gebouwd, de Wright Model L. De strijd over de patentrechten die betrekking hadden op de besturingsmethoden, had de ontwikkelingen van Amerikaanse vliegtuigen al sinds 1906 afgeremd. Curtiss kreeg opdracht om de vliegtuigen te bouwen. De watervliegtuigen van Curtiss wonnen de Schneider Trophy in 1923 en 1924.

### Curtis-Wright Corporation
Uiteindelijk ging op 5 juli 1929 Wright Aeronautical, de opvolger van de Wright Company, samen met Curtiss Aeroplane and Motor Company, waardoor vlak vóór de dood van Glenn Curtiss Curtiss-Wright ontstond. Daarin zaten ook elf met Curtiss en Wright verbonden bedrijven. Een van de laatste projecten van Curtiss Aeroplane was de Curtiss-Bleecker SX-5-1 helikopter. Bij dit bijzondere ontwerp werden vier grote rotorbladen elk afzonderlijk aangedreven door een eigen propeller. Het model mislukte volledig.

## Naslagwerken
- (en)  Bowers, Peter M. Curtiss Aircraft 1907–1947. Putnam & Company Ltd. (1979) ISBN 0-370-10029-8
- (en)  Roseberry, C.R. Glenn Curtiss: Pioneer of Flight. Doubleday & Company (1972) ISBN 0-8156-0264-2